# Conospermum taxifolium
Conospermum taxifolium (лат.) — кустарник, вид рода Коноспермум (Conospermum) семейства Протейные (Proteaceae), эндемик восточной Австралии. Прямостоячий куст с узкими эллиптическими или узкими яйцевидными листьями с более узким концом к основанию и метёлками от кремовых до белых трубчатых цветков.

## Ботаническое описание

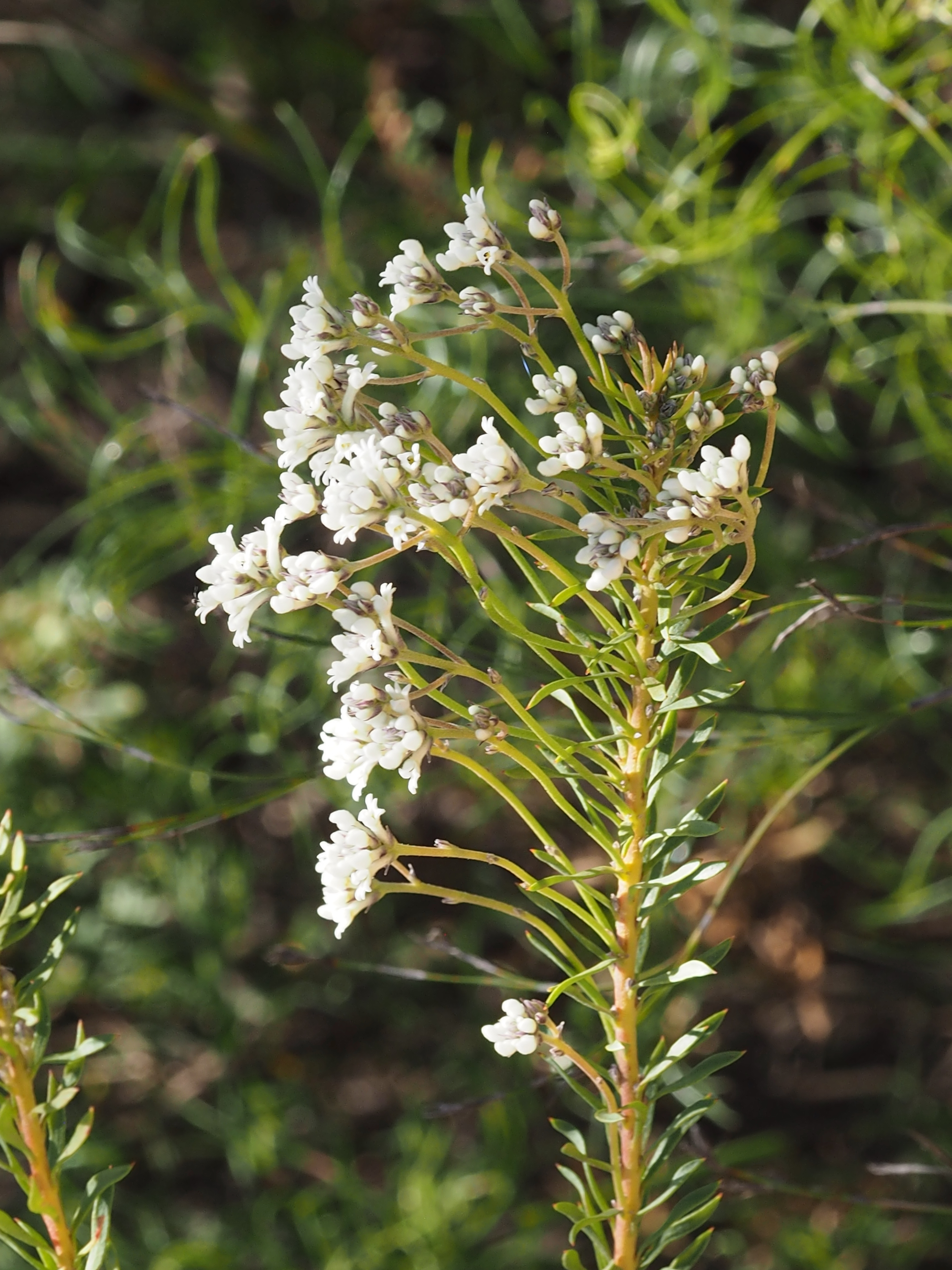
C. taxifolium в заповедниек Шервуда (Новый Южный Уэльс)

Conospermum taxifolium — прямостоячий куст высотой до 1,5 м. Листья раскидистые прямые или закрученные узкие эллиптические с узкими яйцевидными с более узким концом к основанию, длиной 5-30 мм и шириной 1-3 мм. Цветки расположены в метёлках шириной 10-30 мм на концах ветвей или в пазухах листьев, на цветоносах длиной 10-30 мм. Цветки сидячие с голубоватым прицветником около 3 мм в длину у основания. Цветки трубчатые, с листочками околоцветника от белого до кремового цвета длиной 6-7 мм и опушёнными снаружи. Верхняя губа цветка похожа на мешочек, а нижняя губа состоит из трёх лопастей. Цветёт с августа по ноябрь, плод представляет собой опушённый орех длиной 2-3 мм.

## Таксономия
Впервые этот вид был описан в 1807 году немецким ботаником Карлом Фридрихом фон Гертнером в его сборнике De Fructibus et Seminibus Plantarum.

## Распространение и местообитание
Conospermum taxifolium — эндемик восточной Австралии. Растёт в пустошах и лесах на побережье и близлежащих хребтах, иногда дальше вглубь страны. Широко распространён от южного Квинсленда через восточный Новый Южный Уэльс до дальнего восточного угла Виктории.

## Галерея

Conospermum taxifolium
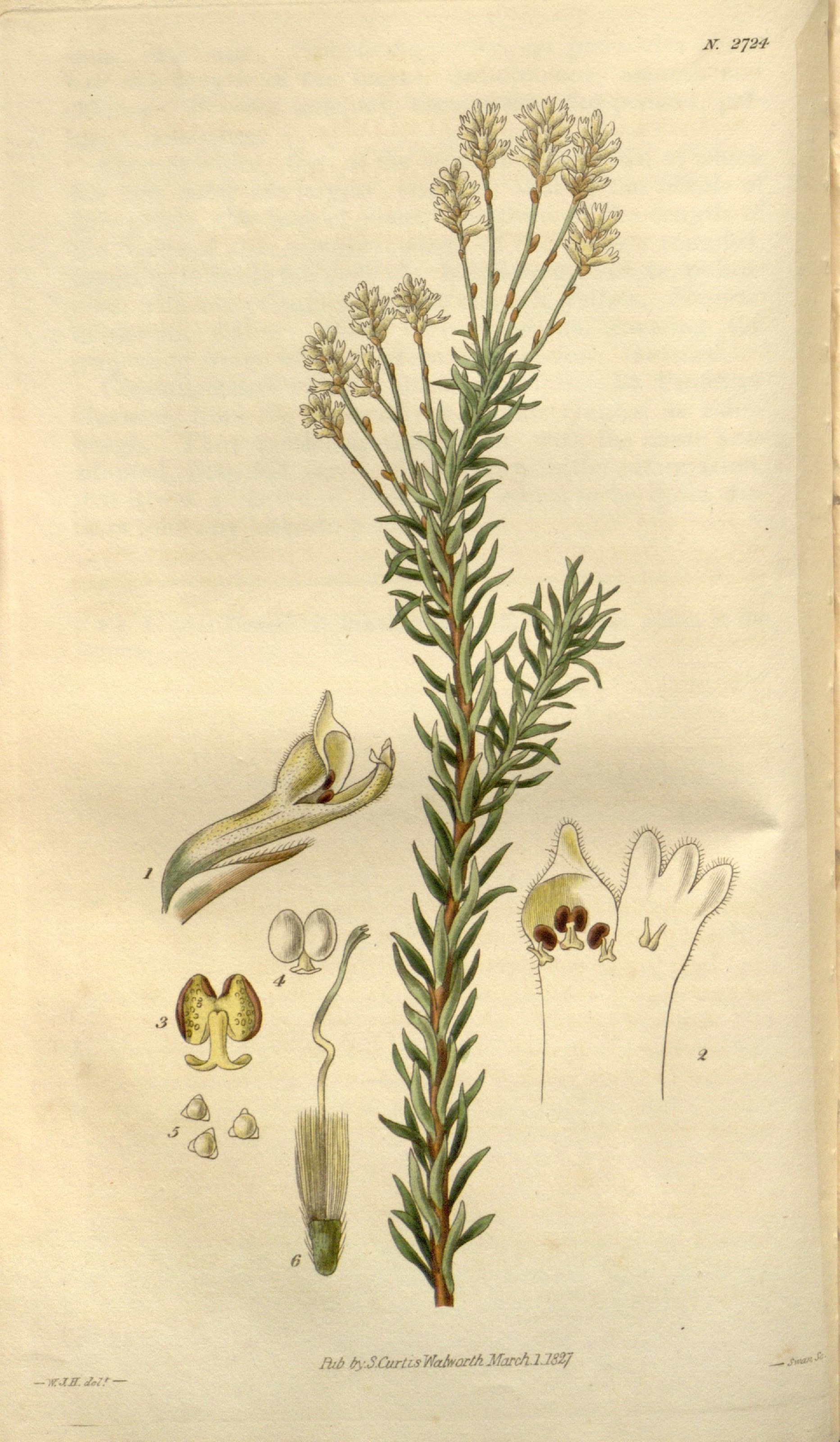
Иллюстрация 1827 года
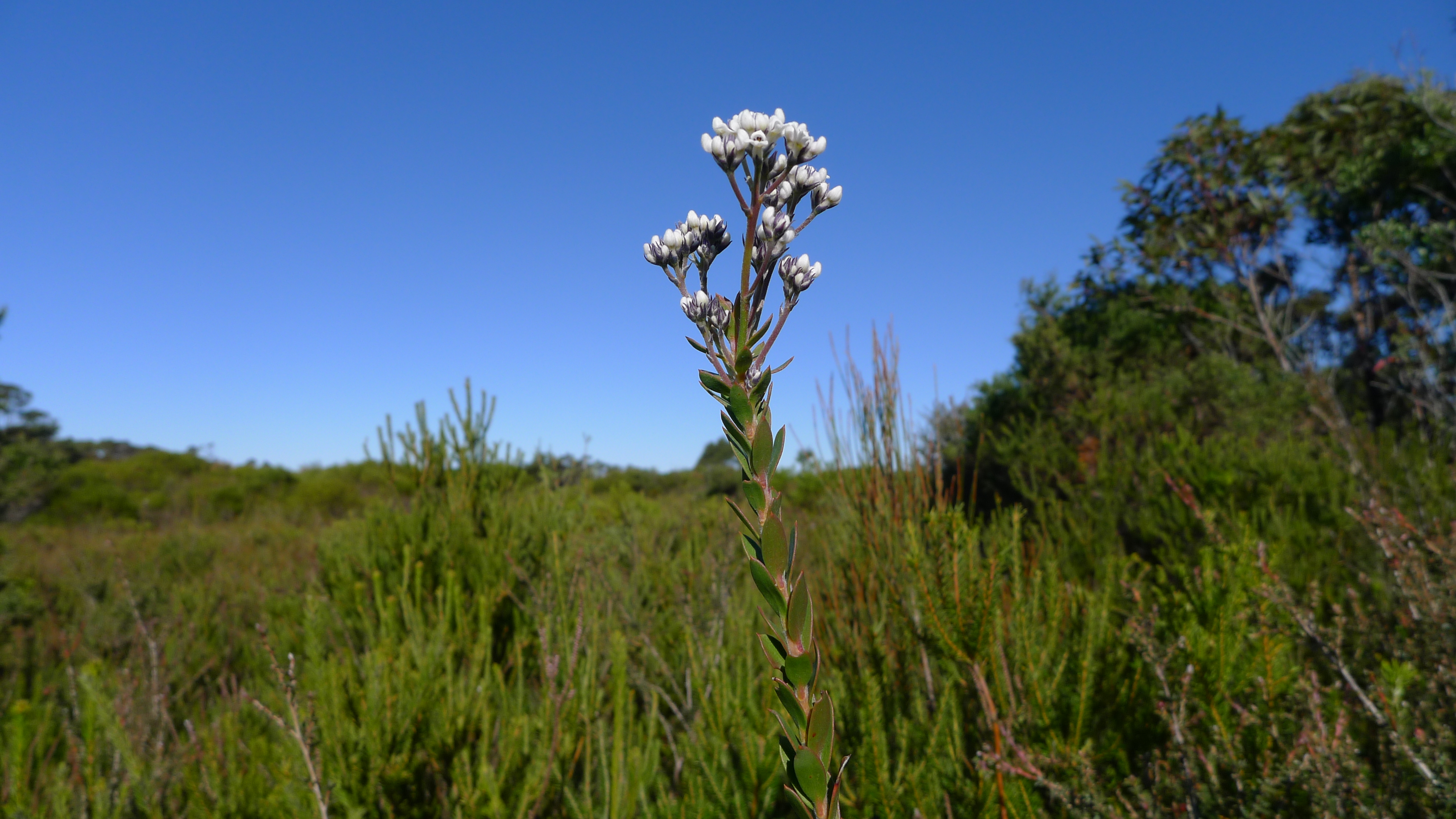
В природе